# جوناثان أتكينسون
جوناثان أتكينسون (بالإنجليزية: Jonathan Atkinson)‏ (14 أبريل 1970 في المملكة المتحدة - ) هو لاعب كرة قدم بريطاني في مركز الوسط. لعب مع Morpeth Town A.F.C. ‏ ودارلينجتون إف سى.

## وصلات خارجية
- جوناثان أتكينسون على موقع قاعدة بيانات كرة القدم.إي يو (الإنجليزية)
- جوناثان أتكينسون على موقع Soccerbase.com (لاعب) (الإنجليزية)